# Hans Nitschke
Hans Nitschke (* 30. März 1930 in Guben; † 1. Juli 2022) war ein deutscher Schauspieler und Synchronsprecher.

## Schauspieltätigkeit
Als Schauspieler wurde Nitschke durch seine Rolle des Kommissar Jahnke bzw. Pohl im Tatort bekannt. Zudem war er in verschiedenen weiteren Fernsehserien (zum Beispiel Unser Lehrer Doktor Specht) und Filmen (zum Beispiel Otto – Der Film) zu sehen.
Sein Sohn Ronald Nitschke ist ebenfalls als Schauspieler und Synchronsprecher tätig.

## Synchrontätigkeit
Als Synchronsprecher lieh Nitschke unter anderem James Cromwell, Harry Morgan und Graham Jarvis seine Stimme.

## Filmografie
- 1965: Freispruch für Old Shatterhand als Bandit
- 1967: Landarzt Dr. Brock als Herr Möller in fünf Episoden
- 1972: Die Schöngrubers
- 1973: Lokaltermin als Anwalt Dr. Hepner
- 1975: Beschlossen und verkündet – Der rote Hahn
- 1979: Die Koblanks (TV-Serie)
- 1979: Rund um die Uhr
- 1985: Tatort: Ordnung ist das halbe Sterben
- 1985: Otto – Der Film als Bauarbeiter
- 1985: Durchreise – Die Geschichte einer Firma (Aufzeichnung aus dem Theater am Kurfürstendamm)
- 1986–1990: Liebling Kreuzberg als Justizbeamter
- 1988: Tatort: Schuldlos schuldig als Günter Bauschke
- 1989: Tatort: Keine Tricks, Herr Bülow als Kommissar Jahnke
- 1988: Tatort: Alles Theater als Kommissar Jahnke
- 1991: Tatort: Tödliche Vergangenheit als Kommissar Pohl
- 1991: Tatort: Tini als Kommissar Pohl
- 1991: Tatort: Blutwurstwalzer als Kommissar Pohl
- 1991: Der Hausgeist als Kommissar Waldemar
- 1992: Unser Lehrer Doktor Specht als Herr Bach
- 1992: Der Landarzt als Ingo Wentzel
- 1993: Tatort: Berlin – beste Lage als Kommissar Pohl
- 1993: Tatort: Tod einer alten Frau als Kommissar Pohl
- 1994: Elbflorenz
- 1994: Tatort: Die Sache Baryschna als Kommissar Pohl
- 1994: Tatort: Geschlossene Akten als Kommissar Pohl
- 1995: Tatort: Endstation als Kommissar Pohl
- 1996: Alarmcode 112 als Oberbrandmeister Erwin
- 2001: Der Tunnel als Trainer Harry

## Synchronarbeiten (Auswahl)

### Filme
- Dakin Matthews in Die fabelhaften Baker Boys als Charlie
- Dick Miller in Terminator als Waffenverkäufer
- Garry Goodrow in Der Volltreffer als Pick-up-Fahrer
- Harold Bergman in Vier Fäuste gegen Rio als Chef der Doppelgängeragentur
- Harry Carey jr. in Vier Fäuste für ein Halleluja als Pa (2. Synchro)
- Harry Fischler in Taxi Driver als Harry
- James Cromwell in Ein Schweinchen namens Babe als Arthur Hoggett
- John Walters in Auf immer und ewig als Butler
- Kenneth Colley in Die Rückkehr der Jedi-Ritter als Admiral Piett
- Roy Brocksmith in Die totale Erinnerung – Total Recall als Dr. Edgemar
- Jake D’Arcy in Der kleine Vampir als Bauer

### Serien
- Graham Jarvis in Eine himmlische Familie als Charles Jackson
- Harry Morgan in M*A*S*H als Colonel Sherman Potter
- Bill McKinney in Trio mit vier Fäusten als Sheriff
- Jan Merlin in Trio mit vier Fäusten als Hub Wheeler
- Lonny Chapman in Trio mit vier Fäusten als Sheriff Emile Caine
- David Sheiner in Ein Colt für alle Fälle als Earl Rossiter
- Richard Newton in Matlock als Richter Cooksey
- Reizou Nomoto in Dragon Ball Z als Kaioshin von vor 15 Generationen